# Prosopite
La prosopite è un minerale, chimicamente un fluoruro complesso di calcio e alluminio.
Se inalterata, si presenta trasparente ma raramente cristallizzata mentre facilmente si altera in caolino o fluorite.

## Forma in cui si presenta in natura
Raramente in cristalli inalterati, si presenta più frequentemente in aggregati grigiastr-bluastri che, se in via di alterazione, sono opachi.

## Località di rinvenimento
Venne scoperta nei filoni stanniferi di Erzgebirge (Altenberg in Sassonia e Slavkow in Boemia).
Altre località sono Ivittuut (Groenlandia) dove si trova in aggregati compatti associata a Thomsenolite e Ralstonite, e le pegmatiti di Pike's Peak (Colorado).